# هیو کوارشی
هیو کوارشی (انگلیسی: Hugh Quarshie؛ زادهٔ ۲۲ دسامبر ۱۹۵۴) یک هنرپیشه (متولد غنا) اهل بریتانیا است. وی از سال ۱۹۷۹ میلادی تاکنون مشغول فعالیت بوده‌است.
از فیلم‌ها یا برنامه‌های تلویزیونی که وی در آن نقش داشته‌است می‌توان به جنگ ستارگان اپیزود اول: تهدید شبح، فرماندهٔ پرواز، باشگاه کتاب: فصل بعدی و کودک: راز افسانه گمشده و ایفای نقش طولانی مدت اش به عنوان ریک گریفین در بی‌بی‌سی مدیکال دراما هالبی سیتی (۲۰۰۱- تا کنون) اشاره کرد.